# Чомпот
Чомпот (калм. Чомпод) — посёлок (сельского типа) в Юстинском районе Калмыкии, в составе Татальского сельского муниципального образования.
Население — 120 человек (2012).

## История
Дата основания не установлена. Впервые обозначен на карте РККА 1940 года. Предположительно основан в 1920-е годы в рамках политики по привлечению кочевых народов к оседлому образу жизни.
28 декабря 1943 года калмыцкое население было депортировано. Посёлок, как и другие населённые пункты Юстинского улуса Калмыцкой АССР был передан в состав Астраханской области. На административной карте Астраханской области посёлок обозначен как Пустынный в составе Никольского района области. Под тем же названием посёлок обозначен на административной карте Ставропольского края 1958 года. Дата возвращения названия Чомпот не установлена.
Калмыки начали возвращаться в посёлок в 1956 году. Возвращён в состав вновь образованной Калмыцкой автономной области в 1957 году.

## Физико-географическая характеристика
Посёлок расположен на севере Юстинского района в пределах Волго-Сарпинской равнины, являющейся частью Прикаспийской низменности, на высоте 2 м над уровнем моря. Рельеф местности равнинный. Со всех сторон посёлок окружён пастбищными угодьями. К северу от посёлка расположены пески Билюта. Согласно данным природного районирования Чомпот относится к Южно-Сарпинскому ландшафту, который представляет собой южную опесчанненную полупустыню.
По автомобильной дороге расстояние до столицы Калмыкии города Элиста составляет 270 км, до районного центра посёлка Цаган Аман - 33 км, до ближайшего населённого пункта и административного центра сельского поселения посёлка Татал - 16 км.
В окрестностях посёлка распространены бурые пустынно-степные и бурые пустынные солонцеватые песчаные почвы в комплексе с солонцами.
Часовой пояс
Чомпот, как и вся Республика Калмыкия, находится в часовой зоне МСК (московское время). Смещение применяемого времени относительно UTC составляет +3:00.

## Население
| 2002 | 2010 | 2012 |
| ---- | ---- | ---- |
| 114  | ↗127 | ↘120 |

Национальный состав
Согласно результатам переписи 2002 года большинство населения посёлка составляли калмыки (93 %)
| Национальность | Численность (2010) | Процент |
| -------------- | ------------------ | ------- |
| Калмыки        | 119                | 93%     |
| Казахи         | 5                  | 3,9%    |
| Русские        | 4                  | 3,1%    |
| Всего          | 128                | 100%    |

## Социальная сфера
В посёлке действует начальная школа.